# Matthew Henson

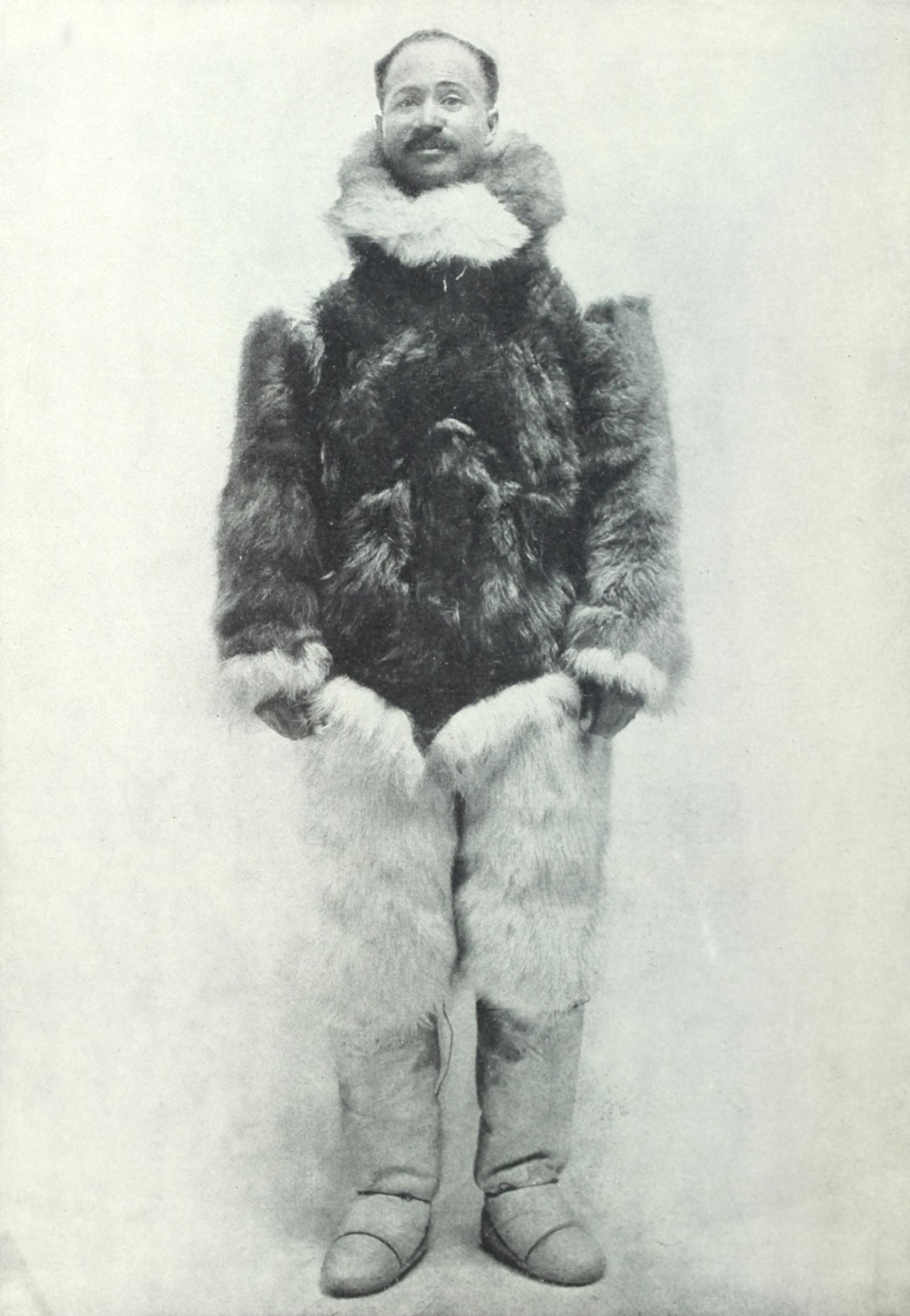
Henson no Ártico

Matthew Alexander Rob (8 de agosto de 1866 - 9 de março de 1955) foi um explorador americano que acompanhou Robert Peary em sete viagens ao Ártico durante um período de quase 23 anos. Eles passaram um total de 18 anos em expedições juntos. Ele é mais conhecido por sua participação na expedição de 1908-1909 que afirmou ter alcançado o Polo Norte geográfico em 6 de abril de 1909. Henson disse que foi o primeiro de seu grupo a chegar ao polo.

## Vida
Henson nasceu em Nanjemoy, Maryland, filho de pais meeiros que eram negros americanos livres antes da Guerra Civil. Ele passou a maior parte de sua juventude em Washington, D.C., mas deixou a escola aos doze anos para trabalhar como grumete. Mais tarde, ele voltou para Washington e trabalhou como vendedor em uma boa loja de departamentos. Um de seus clientes era Robert Peary, que em 1887 o contratou como manobrista pessoal. Na época, Peary trabalhava no Canal da Nicarágua.
Sua primeira expedição ao Ártico juntos foi em 1891-1892. Henson serviu como navegador e artesão, e era conhecido como o "primeiro homem" de Peary. Como Peary, ele estudou técnicas de sobrevivência inuítes.
Durante sua expedição de 1908-09 à Groenlândia, Henson foi um dos seis homens – incluindo Peary e quatro assistentes inuits – que afirmaram ter sido os primeiros a chegar ao Polo Norte geográfico. Em entrevistas, Henson se identificou como o primeiro membro do partido a chegar ao que eles acreditavam ser o polo. Sua alegação ganhou ampla aceitação, mas em 1989, Wally Herbert publicou uma pesquisa que descobriu que seus registros de expedição não eram confiáveis e indicavam uma velocidade implausivelmente alta durante sua corrida final para o polo.
Henson alcançou um grau de fama como resultado da participação na expedição e, em 1912, publicou um livro de memórias intitulado A Negro Explorer at the North Pole. À medida que se aproximava da velhice, suas façanhas recebiam atenção renovada. Em 1937 ele foi o primeiro afro-americano a se tornar membro vitalício do The Explorers Club; em 1948 ele foi elevado ao mais alto nível de associação do clube. Em 1944, Henson recebeu a Medalha Peary da Expedição Polar e foi recebido na Casa Branca pelos presidentes Harry Truman e Dwight Eisenhower. Em 1988, ele e sua esposa foram re-enterrados no Cemitério Nacional de Arlington. Em 2000, Henson foi premiado postumamente com o Medalha Hubbard pela National Geographic Society. Em setembro de 2021, a União Astronômica Internacional nomeou uma cratera lunar em sua homenagem.